# Atractus eriki
Espèce
Atractus eriki  est une espèce de serpents de la famille des Dipsadidae.

## Répartition
Cette espèce est endémique de l'État de Trujillo au Venezuela. Elle se rencontre de 900 à 1 500 m d'altitude dans la cordillère de Mérida.

## Description
Dans leur description les auteurs indiquent que cette espèce mesure jusqu'à 310 mm pour les mâles et jusqu'à 373 mm pour les femelles. Son dos est uniformément brun foncé et sa face ventrale crème tacheté de brun foncé dans le tiers antérieur du corps.

## Étymologie
Son nom d'espèce eriki, lui a été donné en l'honneur d'Erik La Marca, le fils d'Enrique La Marca qui a capturé l'holotype.

## Publication originale
- Esqueda, La Marca & Bazó, "2005" 2007 : Un nuevo colúbrido semifosorial del género Atractus (Dipsadinae) de la vertiente lacustre de los Andes de Venezuela. Herpetotropicos, vol. 2, no 2, p. 87-93 (texte intégral).